# 550
| Calendário gregoriano                                                        | 550 DL                          |
| Ab urbe condita                                                              | 1303                            |
| Calendário arménio                                                           | -2 – -1                         |
| Calendário bahá'í                                                            | -1294 – -1293                   |
| Calendário budista                                                           | 1094                            |
| Calendário chinês                                                            | 3246 – 3247                     |
| Calendário copta                                                             | 266 – 267                       |
| Calendário etíope                                                            | 542 – 543                       |
| Calendários hindus - Vikram Samvat - Calendário nacional indiano - Cáli Iuga | 605 – 606 471 – 472 3650 – 3651 |
| Calendário Holoceno                                                          | 10550                           |
| Calendário islâmico                                                          | 74 BH – 73 BH                   |
| Calendário judaico                                                           | 4310 – 4311                     |
| Calendário persa                                                             | 72 BP – 71 BP                   |
| Calendário rúnico                                                            | 800                             |
| Calendário solar tailandês                                                   | 1093                            |

550 foi um ano comum do século VI que teve início e terminou a um sábado, segundo o Calendário Juliano. A sua letra dominical foi B.
| Ano completo                   |
| ------------------------------ |
| Ano comum com início ao sábado |

## Eventos
- Conversão ao cristianismo do rei dos Suevos, Carriarico.
- Chegada de São Martinho de Dume à Galécia para se encontrar com a corte sueva.
- Queda do Império Gupta.
- Guerras Góticas: Os Ostrogodos, sob o comando de Tótila, conquistam Roma após um longo período de cerco.